# Wilhelm Wagenfeld

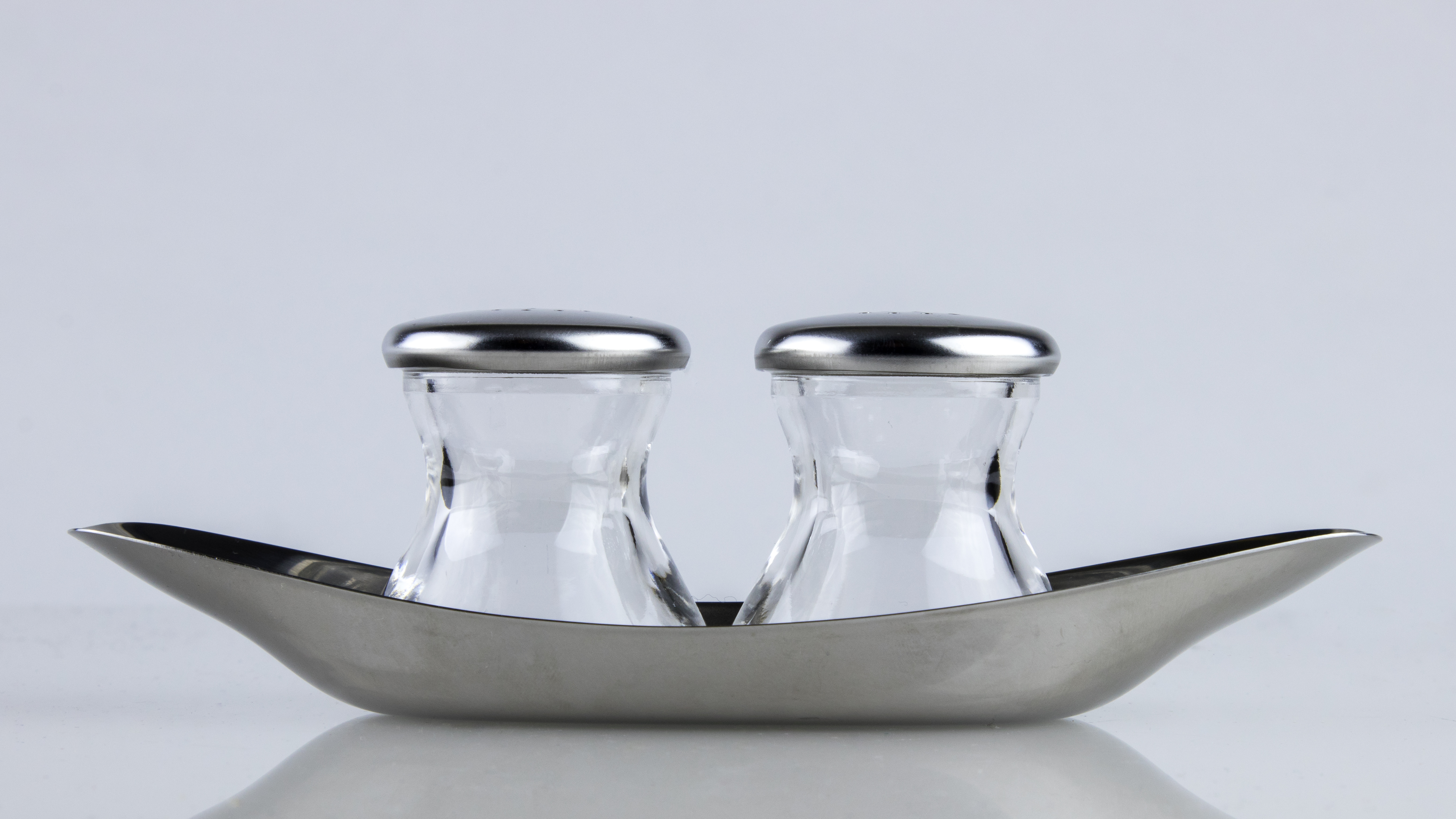
Salz- und Pfefferstreuer „Max & Moritz“ für WMF

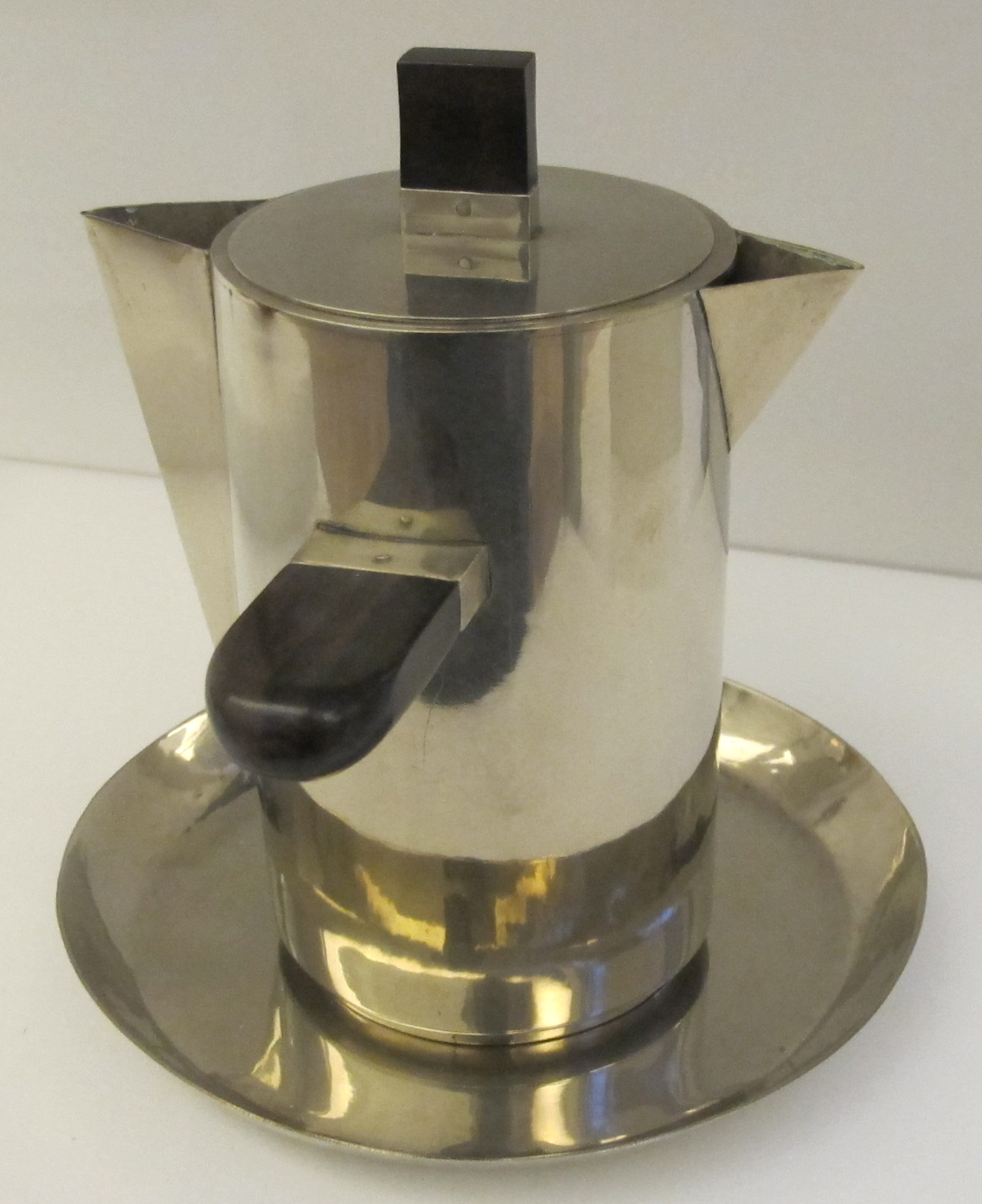
Fett–mager Saucière MT 50, 1924

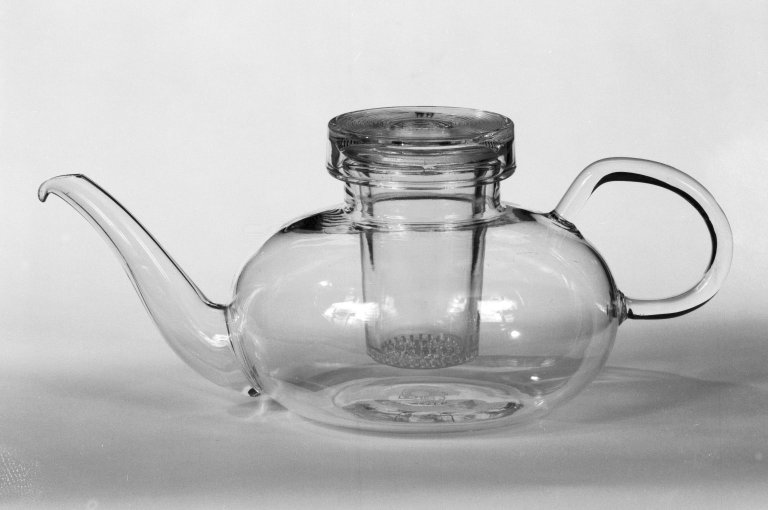
Teekanne, 1930

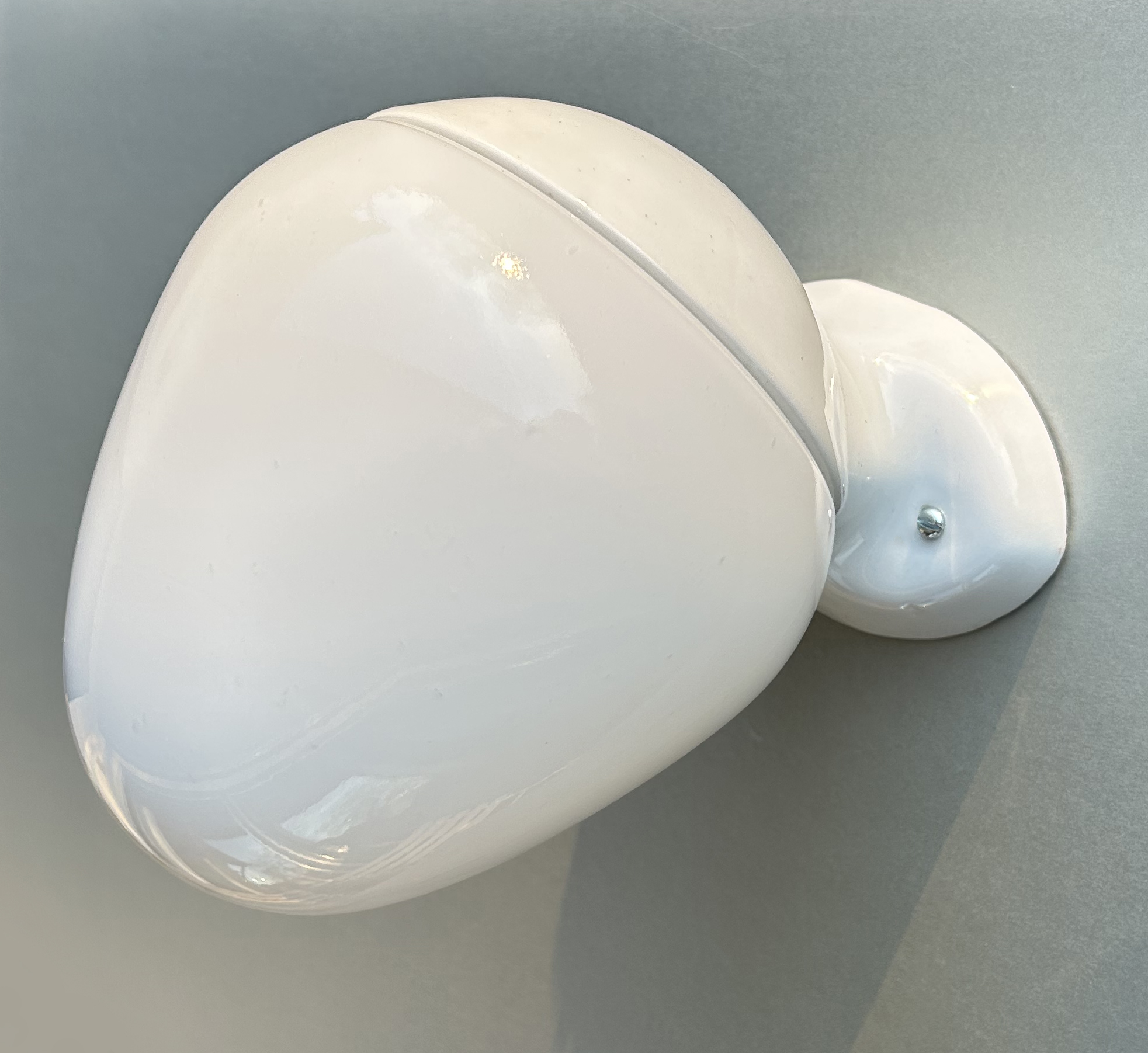
Leuchte WV 343 für Lindner Leuchten, 1955

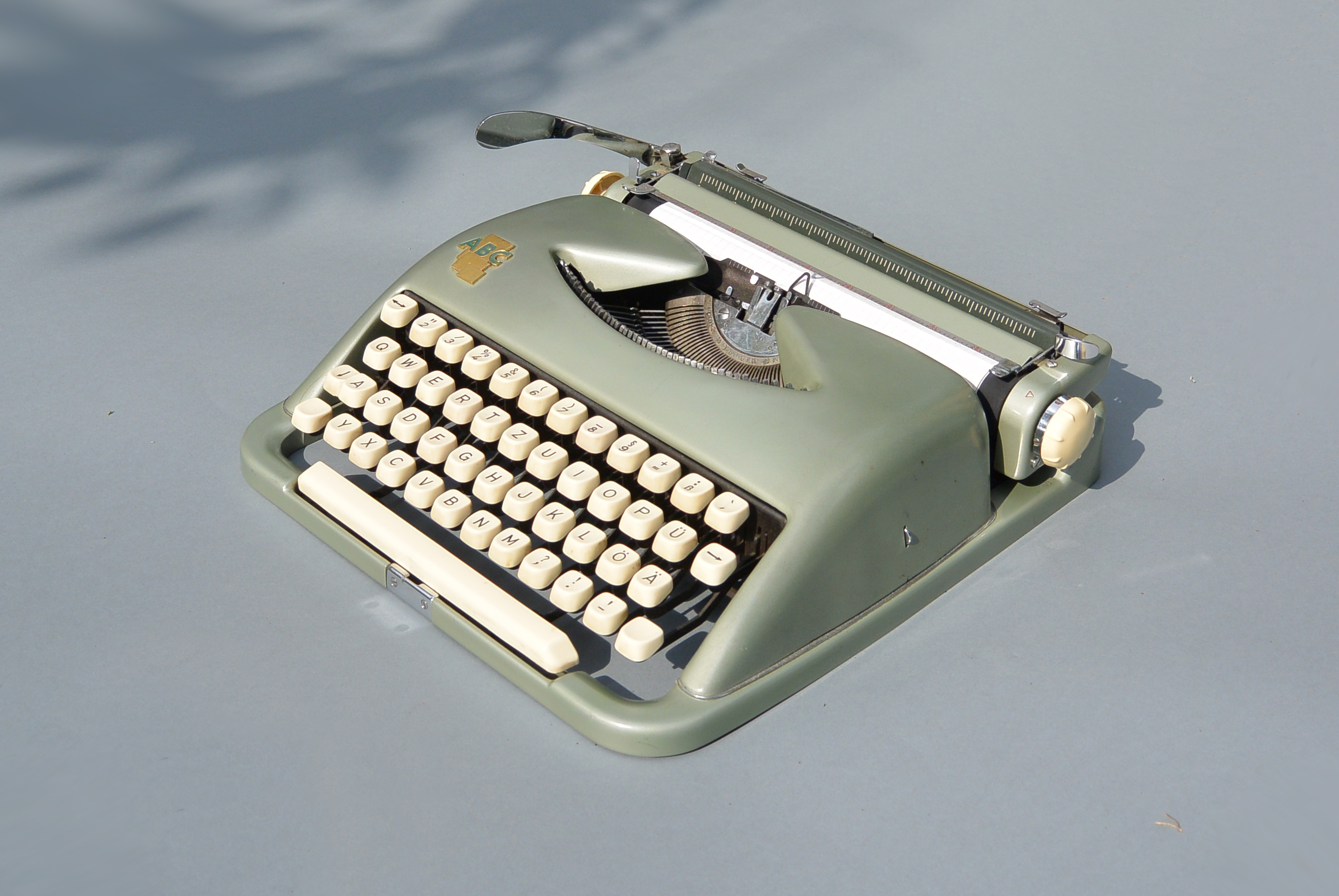
Reiseschreibmaschine „ABC“ für Koch’s-Adler, 1954

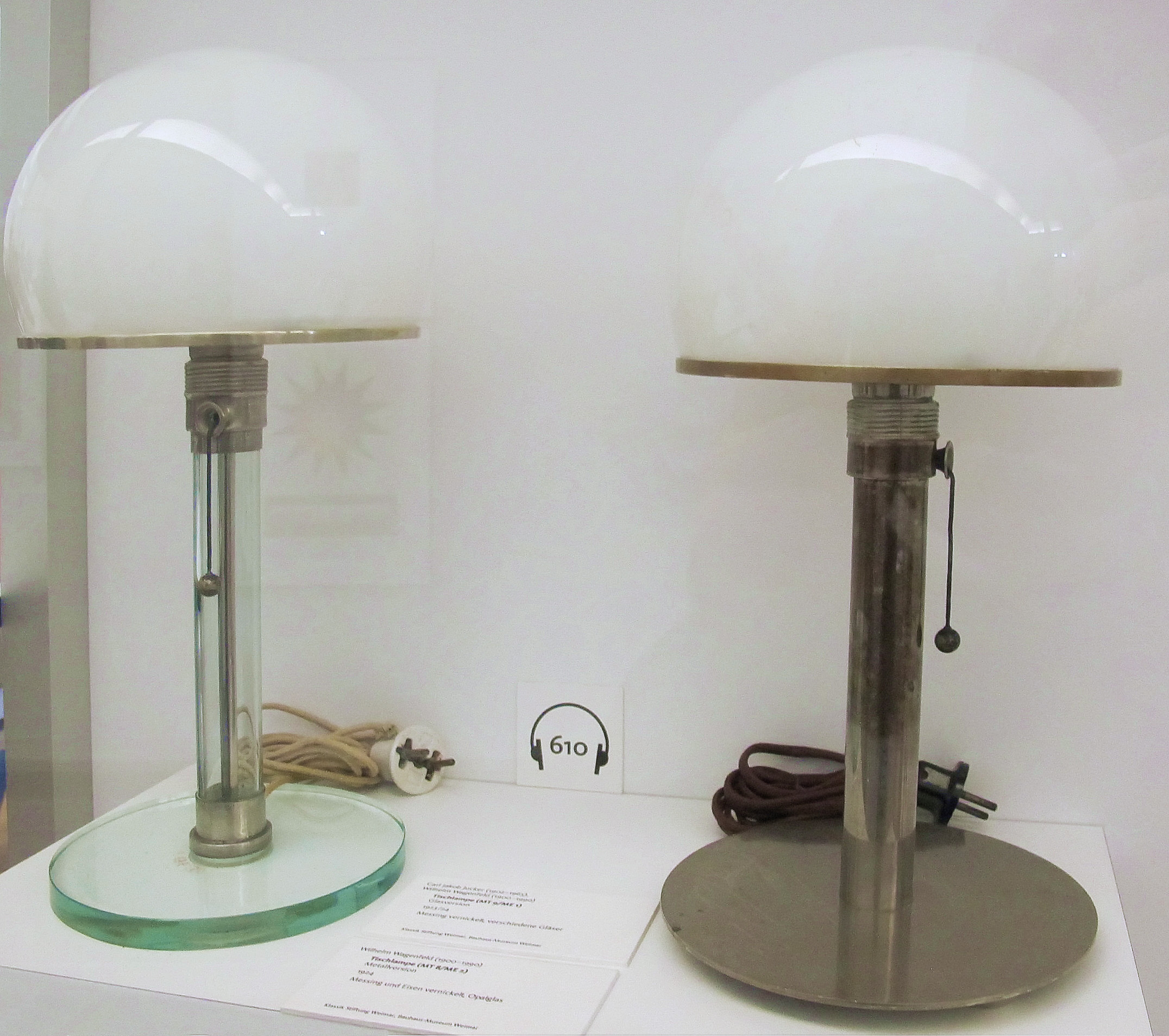
Tischlampen, links von Carl Jakob Jucker, 1923/24 und Wilhelm Wagenfeld, 1924

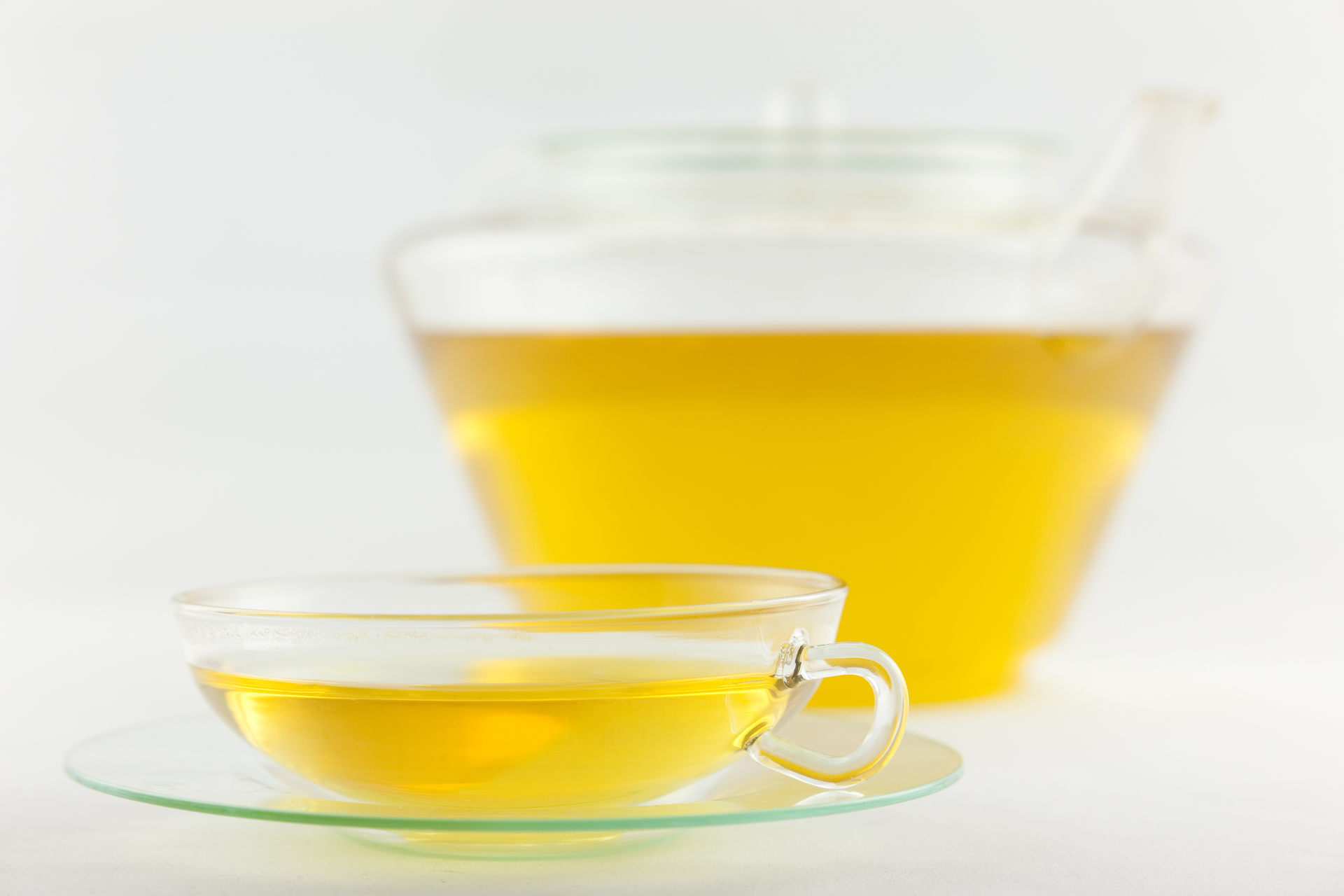
Teeservice

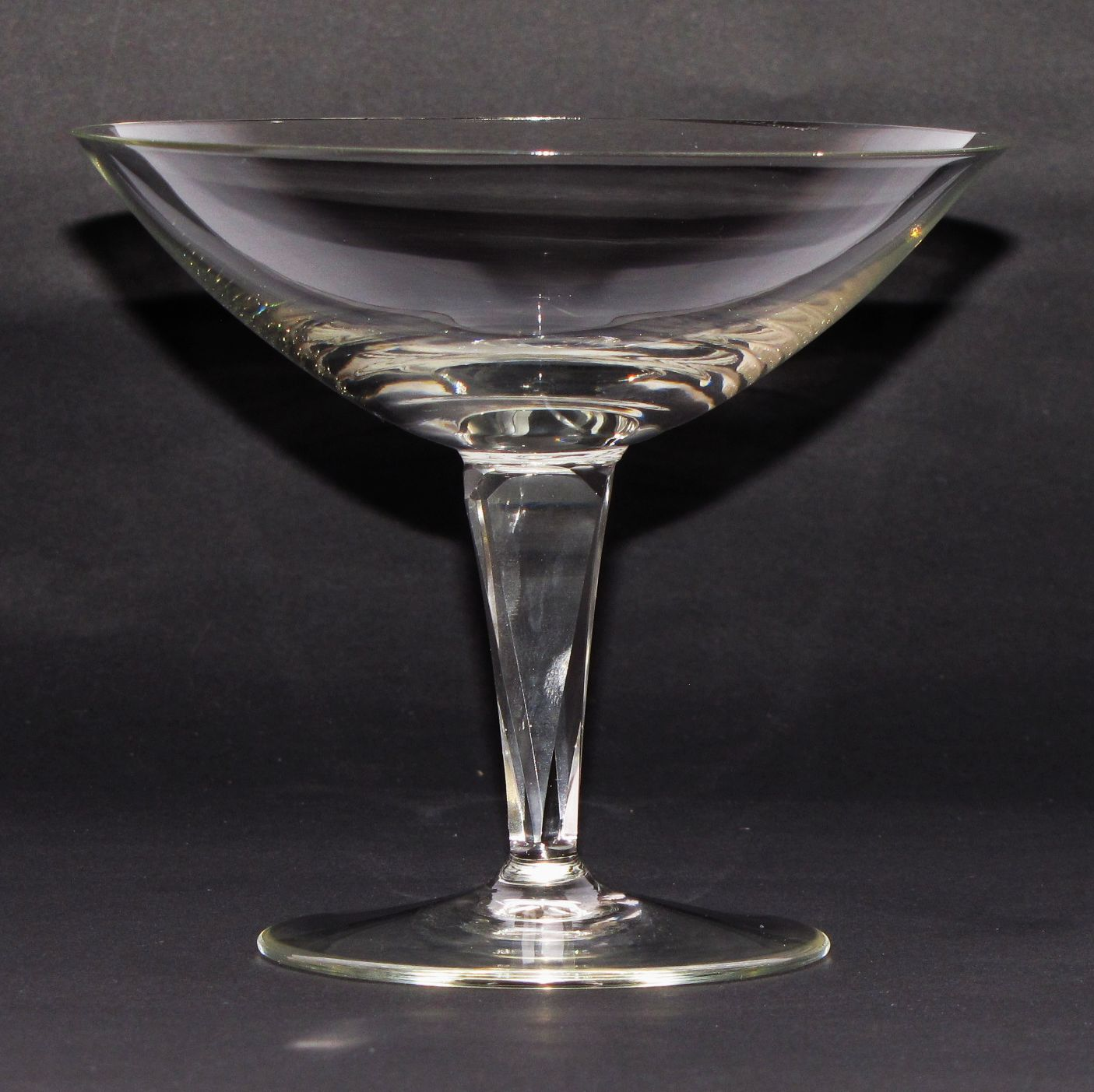
Sektschale, Glasservice „Lobenstein“

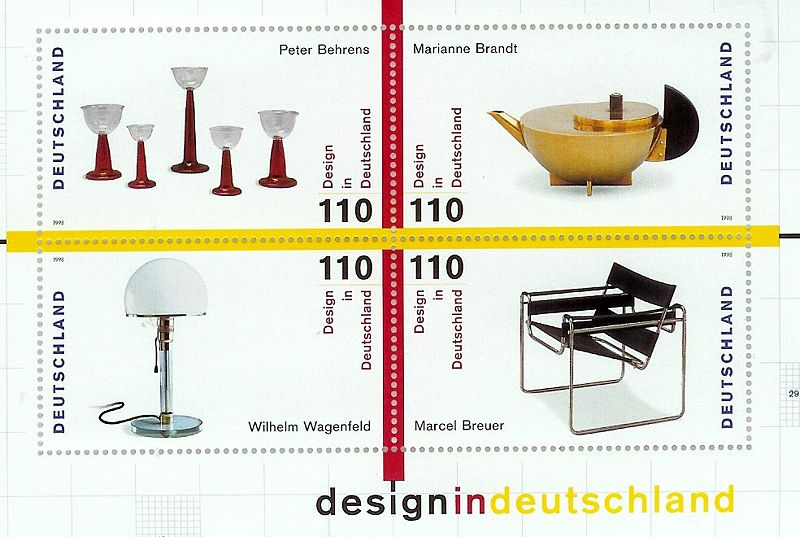
Briefmarke: Design in Deutschland, 1998

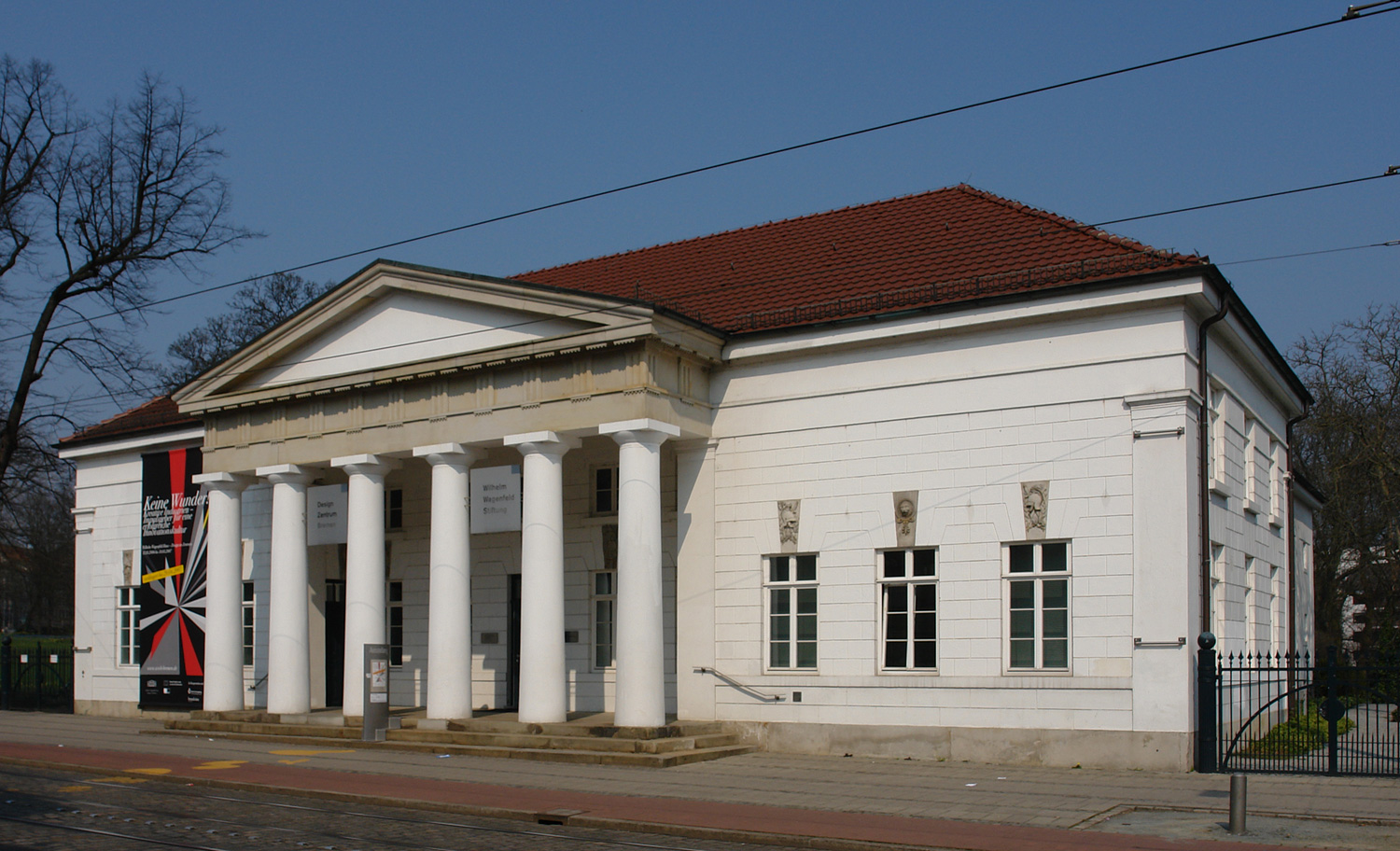
Das Wilhelm-Wagenfeld-Haus in Bremen

Wilhelm Wagenfeld (* 15. April 1900 in Bremen; † 28. Mai 1990 in Stuttgart) war ein deutscher Produktdesigner. Der Bauhaus-Schüler zählt zu den bekanntesten Pionieren des Industriedesigns. Einige seiner Entwürfe werden als Design-Klassiker bis in die Gegenwart produziert, beispielsweise die gemeinsam mit Carl Jacob Jucker entworfene Bauhaus-Leuchte, heute auch Wagenfeldlampe genannt.

## Leben und Werk

### Biografie
Wilhelm Wagenfeld kam als Sohn von Heinrich Wilhelm Wagenfeld und Elisabeth Wagenfeld, geb. Wichmann, in der Vollmersstraße 52 in Bremen-Walle auf die Welt. 1902 und 1904 folgten seine Schwestern Anna und Auguste. Er wuchs in einem politisch geprägten, sozialdemokratischen Elternhaus auf; sein Vater war Vertrauensmann der Transportarbeiter im Hafen.
Wagenfeld absolvierte ab 1914 eine Lehre zum Industriezeichner in der Bremer Silberwarenfabrik Koch & Bergfeld und besuchte ab 1916 gleichzeitig bis 1919 die Staatliche Bremer Kunstgewerbeschule, danach die Hanauer Zeichenakademie, bevor er für wenige Monate zur Künstlerkolonie Worpswede ging. Ab 1923 nahm er an einer Vorklasse am Bauhaus in Weimar teil und studierte gleichzeitig in der Metallwerkstatt am Bauhaus. 1922 hatte Wagenfeld einen längeren Aufenthalt in Wien geplant, um sich intensiv mit der Wiener Werkstätte auseinanderzusetzen, ein Vorhaben, das sich aus ausländerrechtlichen Gründen nicht verwirklichen ließ. Einigen seiner Entwürfe, darunter die Saucière von 1924, ist der Einfluss dieser Richtung der angewandten Kunst anzusehen.
In der Metallwerkstatt am Bauhaus entstand 1924 unter seinem Lehrer László Moholy-Nagy der Entwurf für die Leuchten MT 8, Metallversion, und MT 9, Glasversion. Die zeitlose Tischleuchte mit der halbkugelförmigen Glasglocke (5/8-Kugel) ist als Bauhaus- oder Wagenfeld-Leuchte bekannt geworden. Sie ist bis heute einer der bekanntesten Wagenfeld-Entwürfe.
1925 schloss Wagenfeld die Ehe mit Else Heinrich. Nach der Verlegung des Bauhauses nach Dessau im selben Jahr blieb Wagenfeld in Weimar und trat nach seiner Gesellenprüfung zum Silberschmied und Ziseleur 1926 als Assistent in die Metallwerkstatt der neu gegründeten Staatlichen Bauhochschule Weimar ein, 1928 übernahm er die Leitung der Metallwerkstatt. Schon 1925 hatte sich Wagenfeld eine technische Neuerung der Glasversion der Leuchte patentieren lassen, konnte sie daher weiterentwickeln und herstellen lassen, obwohl das Bauhaus in Dessau seine Leuchten weiterhin produzierte. Durch den Einsatz eines Lampenschirms aus Opalglas wurde das Licht gleichmäßig verteilt. Seit 1926 war er Mitglied im Deutschen Werkbund.
Nachdem die Staatliche Bauhochschule Weimar 1930 geschlossen worden war, durfte Wagenfeld selbst über die Verwendung seiner dort entstandenen Entwürfe entscheiden. Er wurde freier Mitarbeiter beim Jenaer Glaswerk Schott & Gen. In dieser Zeit entstanden so bekannte Entwürfe wie das Teeservice aus feuerfestem Glas, die zu Klassikern wurden und bis heute produziert werden. Darüber hinaus gestaltete er Klinken, Türbeschläge und Haushaltsgegenstände für verschiedene Firmen. Wagenfeld beteiligte sich seitdem hin und wieder selbst an der Werbung für seine Produkte durch Prospekte, Kataloge oder Aufsätze unter Pseudonym in Frauenzeitschriften.
1931 bis 1935 hatte er eine Professur an der Staatlichen Kunstschule in Berlin inne. Danach übernahm er die künstlerische Leitung der Vereinigten Lausitzer Glaswerke (VLG) in Weißwasser/Oberlausitz. Durch die Zusammenarbeit mit Charles Crodel fanden die Arbeiten für die Vereinigten Lausitzer Glaswerke Zugang zu Museen und Ausstellungen. Crodel entwickelte dazu teilweise patentierte Dekorationsverfahren für die Serienproduktion. Wie andere Designer des Bauhauses und des Deutschen Werkbundes legte Wagenfeld großen Wert auf die Standardisierung seiner Entwürfe für die Massenproduktion.
Anfang 1942 heiratete Wagenfeld in zweiter Ehe Erika Helene Paulus, der er bis an sein Lebensende auch künstlerisch verbunden war.
Im Zweiten Weltkrieg wurde er 1943 zum Kriegsdienst an die sogenannte Westfront eingezogen, später kam er in ein Strafbataillon an die Ostfront. Er hatte den Design-Auftrag einer von der SS übernommenen Produktionsstätte nicht ausgeführt. Zwischenzeitlich arbeitete er weiter für seine seit den 1930er Jahren zumeist industriellen Auftraggeber wie die Porzellanmanufaktur Fürstenberg und die Firma Rosenthal. Nach seiner Rückkehr aus der sowjetischen Kriegsgefangenschaft Mitte 1945 hatte er 1947 bis 1949 eine Professur an der Hochschule für Bildende Künste Berlin inne. Umgezogen nach Stuttgart, gehörte er zum avantgardistischen Künstlertreff in der Gaststätte „Bubenbad“ um Willi Baumeister, zu dem sich auch sein Designerkollege Hans Warnecke zählte.
1954 gründete er in Stuttgart die Werkstatt Wagenfeld, die er bis 1978 betrieb. Seine Auftraggeber waren namhafte Hersteller von Gebrauchsgütern wie beispielsweise die Firmen WMF, Johannes Buchsteiner, Braun oder Rosenthal.
1990 starb Wilhelm Wagenfeld in Stuttgart. Sein Grab befindet sich in Collex-Bossy (Schweiz). Sein Enkel Malte Wagenfeld ist Senior Lecturer für Industriedesign am Royal Melbourne Institute of Technology in Australien.

### Werk und Rezeption
Wagenfelds Design zeichnet sich durch zeitbeständige Gestaltung und zeitgemäße Funktionalität aus und war seinerzeit stilprägend. Einige seiner über 600 Entwürfe, vorwiegend in Glas und Metall, werden als sogenannte Design-Klassiker bis heute produziert. Zahlreiche Werke befinden sich in den Sammlungen namhafter Museen und Privatpersonen, beispielsweise im Museum für angewandte Kunst in Leipzig. Vielfach wurden und werden originäre Designvorlagen Wagenfelds von Herstellungsstätten verändert, so dass keine Lizenzverpflichtungen anfallen, das Original aber erkennbar bleibt. Davon zu unterscheiden sind lizenzierte originalgetreue Nachbauten. Mit Genehmigung Wagenfelds stellt die 1980 gegründete Firma Tecnolumen in Bremen als weltweit einziges Unternehmen lizenzierte Repliken der Wagenfeld-Leuchte her. In Großbritannien werden preisgünstigere Kopien produziert.
Das auch im Umfeld des Bauhauses praktizierte Konzept Form follows function nahm Wagenfeld ernst. Häufig entwickelte er mehrere Designentwürfe und ließ sie von Praktikern überprüfen, so dass er die beste Form für die geplante Funktion herausarbeiten konnte. Hinzu kam, dass seine Gestaltung zuweilen multifunktional war, so kann man beispielsweise mit seiner Teekanne (1931) den Tee direkt zubereiten und den gläsernen Eierkocher (1933) zum Servieren von Speisen verwenden. Mit seinen künstlerischen Prototypen für die Industrie, die in enger Kooperation von beiden Seiten entstanden, wollte er alle Schichten der Gesellschaft, auch die ärmeren, erreichen. Jede Form und jedes Material sollte mit gleicher Gründlichkeit bearbeitet werden. Wagenfeld gestaltete auch sein privates Umfeld nach der Devise „vom richtigen Leben mit den richtigen Dingen“.
Der Nachlass wird durch die 1993 gegründete Wilhelm Wagenfeld Stiftung im Wilhelm-Wagenfeld-Haus in Bremen bewahrt und ausgestellt, nachdem der Designer ihn seiner Geburtsstadt 1988 angeboten hatte. Das Haus ist Sitz, Ausstellungs- und Veranstaltungsplattform des Design Zentrums Bremen, der Wilhelm-Wagenfeld-Stiftung und der Gesellschaft für Produktgestaltung.
Für die nach Plänen des Architekten Hans Scharoun gebaute Johanneskirche im Bochumer Stadtteil Altenbochum gestaltete Wagenfeld 1968 sieben Altarleuchten. Die Berufliche Schule für Gestaltung Wilhelm Wagenfeld Schule in Bremen orientiert sich in der gestalterischen Ausbildung der Schüler an den Werken und Leitideen von Wilhelm Wagenfeld.

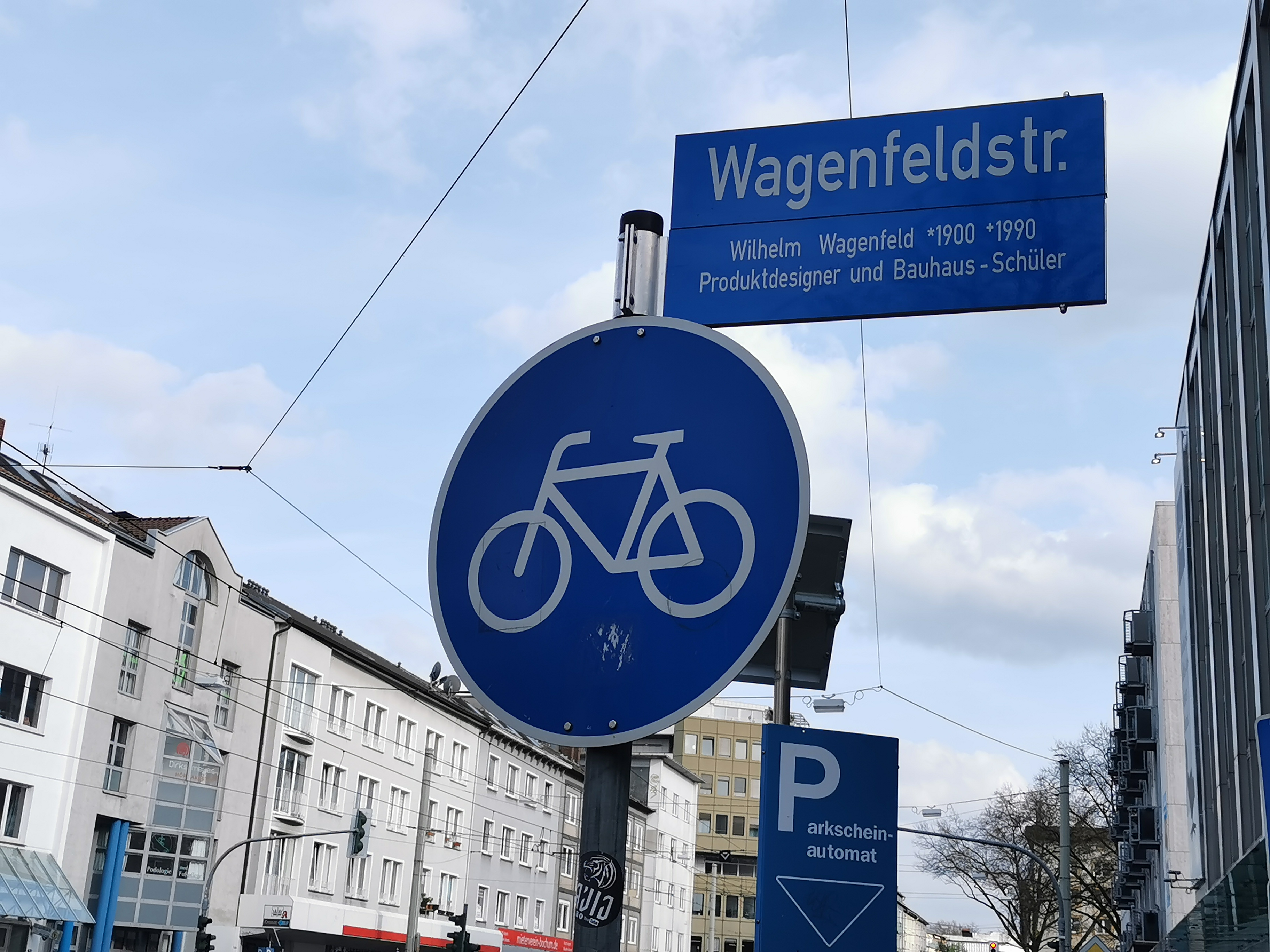
Die Straße in Bochum wurde Anfang 2022 von Karl Wagenfeld auf Wilhelm Wagenfeld umgewidmet.

Zum Gedenken an sein Wirken bei den Vereinigten Lausitzer Glaswerken wurde in Weißwasser/Oberlausitz nach der Wende die frühere Wilhelm-Pieck-Straße in Professor-Wagenfeld-Ring umbenannt. Zudem wurde ihm postum 2016 die Ehrenbürgerwürde der Stadt verliehen. In den Städten Bochum, Emsdetten, Ibbenbüren und Laer wurden Straßen, die vorher nach Karl Wagenfeld benannt waren, auf seinen Namen umgewidmet.

### Auszeichnungen (Auswahl)
- 1937: Goldmedaille der Weltausstellung Paris für das Glasservice Lobenstein
- 1937: Goldmedaille der Weltfachausstellung Paris für das Porzellanservice Form 639
- 1940: Grand Prix der Triennale Mailand
- 1957: Grand Prix der Triennale Mailand für sein gesamtes Schaffen
- 1962: Ehrenmitglied der Staatlichen Akademie der Bildenden Künste Stuttgart
- 1965: Ehrenmitglied der Akademie der Künste Berlin
- 1968: Heinrich-Tessenow-Medaille
- 1968: Ehrenmitglied des Deutschen Werkbundes Berlin
- 1968: Ehrengast der Villa Massimo Rom
- 1969: Bundespreis Gute Form für das Trinkservice Greif
- 1981: Ehrendoktorwürde der Universität Stuttgart
- 1982: Bundespreis Gute Form für die Bauhaus-Leuchte

### Bekannte Entwürfe (Auswahl)
- 1924: Bauhaus- bzw. Wagenfeld-Leuchte MT 8 und MT 9
- 1930: Mehrzweckleuchte für Weimar Bau- und Wohnungskunst GmbH
- 1931: Überarbeitung des Kaffeebereiters Sintrax aus Jenaer Glas für das Jenaer Glaswerk Schott + Gen.
- 1931: Teeservice aus Jenaer Glas für Jenaer Glaswerk Schott + Gen. (seit 2006 in Lizenz von Zwiesel Kristallglas)
- 1933: Eierkochglas Eierkoch aus Jenaer Glas für das Jenaer Glaswerk Schott + Gen. (seit 2006 in Lizenz von Zwiesel Kristallglas)
- 1934: Service Form 639 für die Porzellanmanufaktur Fürstenberg/Weser
- 1937: Glasservice Lobenstein für die Vereinigte Lausitzer Glaswerke AG in Weißwasser
- 1938: Kubus-Geschirr, stapelbare Glasbehälter für die Vereinigte Lausitzer Glaswerke AG in Weißwasser
- 1950: Besteck POTT 783/83 für POTT (nach Vorarbeiten von Hermann Gretsch)
- ab 1950: Aschenbecher, Salz- und Pfefferstreuer Max und Moritz, Butterdose, Eierbecher und Servierplatten aus Cromargan für WMF
- 1954: Lufthansa-Geschirr aus Melamin, hergestellt bei Johannes Buchsteiner, Gingen/Fils
- 1956/57: Babybadewanne für Johannes Buchsteiner, Gingen/Fils
- Decken-, Wand-, Eck- und Spiegelleuchten für die Firmen Lindner (Bamberg), Brunnquell (Ingolstadt), Peill & Putzler (Düren) u. a.

### Ausstellungen (Auswahl)
zu Lebzeiten
- 1964: Beteiligung an der documenta III in Kassel mit Arbeiten in der Abteilung Industrial Design
- 1973: Wilhelm Wagenfeld. 50 Jahre Mitarbeit in Fabriken, Kunstgewerbemuseum Köln[24][25]

postum
- 2000: 100 Jahre Wilhelm Wagenfeld, Wilhelm-Wagenfeld-Haus, Bremen[26]
- 2014: Wilhelm Wagenfeld: Die Form ist nur Teil des Ganzen. Wilhelm-Wagenfeld-Haus, Bremen
- 2014: Zu Tisch mit Wilhelm Wagenfeld – Ein Formenschatz vom Weimarer Bauhaus bis zur WMF. Sammlung Rüdiger Kroll, Geldern im Museum Katharinenhof, Kranenburg
- 2015: Täglich in der Hand – Wilhelm Wagenfeld und das moderne Porzellandesign. Museum der Porzellanmanufaktur Fürstenberg, Wagenfelds Porzellan-Gestaltungen
- 2015: Glasmuseum Boffzen,[27] u. a. Arbeiten Wagenfelds für das Jenaer Glaswerk Schott & Genossen und die Vereinigten Lausitzer Glaswerke in Weißwasser, insbesondere aus der Sammlung von Helmut Günther
- 2016: Professor Wilhelm Wagenfeld, sein Schaffen und Wirken in Weißwasser – Ausstellung anlässlich der Verleihung der Ehrenbürgerwürde der Stadt Weißwasser, Glasmuseum Weißwasser[23]